# Пироговська вулиця (Одеса)
Пирого́вська вулиця — вулиця в Одесі, від Французького бульвару до Середньофонтанської вулиці. Вважається однією з меж історичної частини Одеси.

## Історія
Первісна назва — Військово-госпітальний провулок. Сучасна назва з 09/22.02.1902 на честь видатного хірурга, анатома і педагога Пирогова М. І., який працював на цій вулиці.

## Відомі мешканці

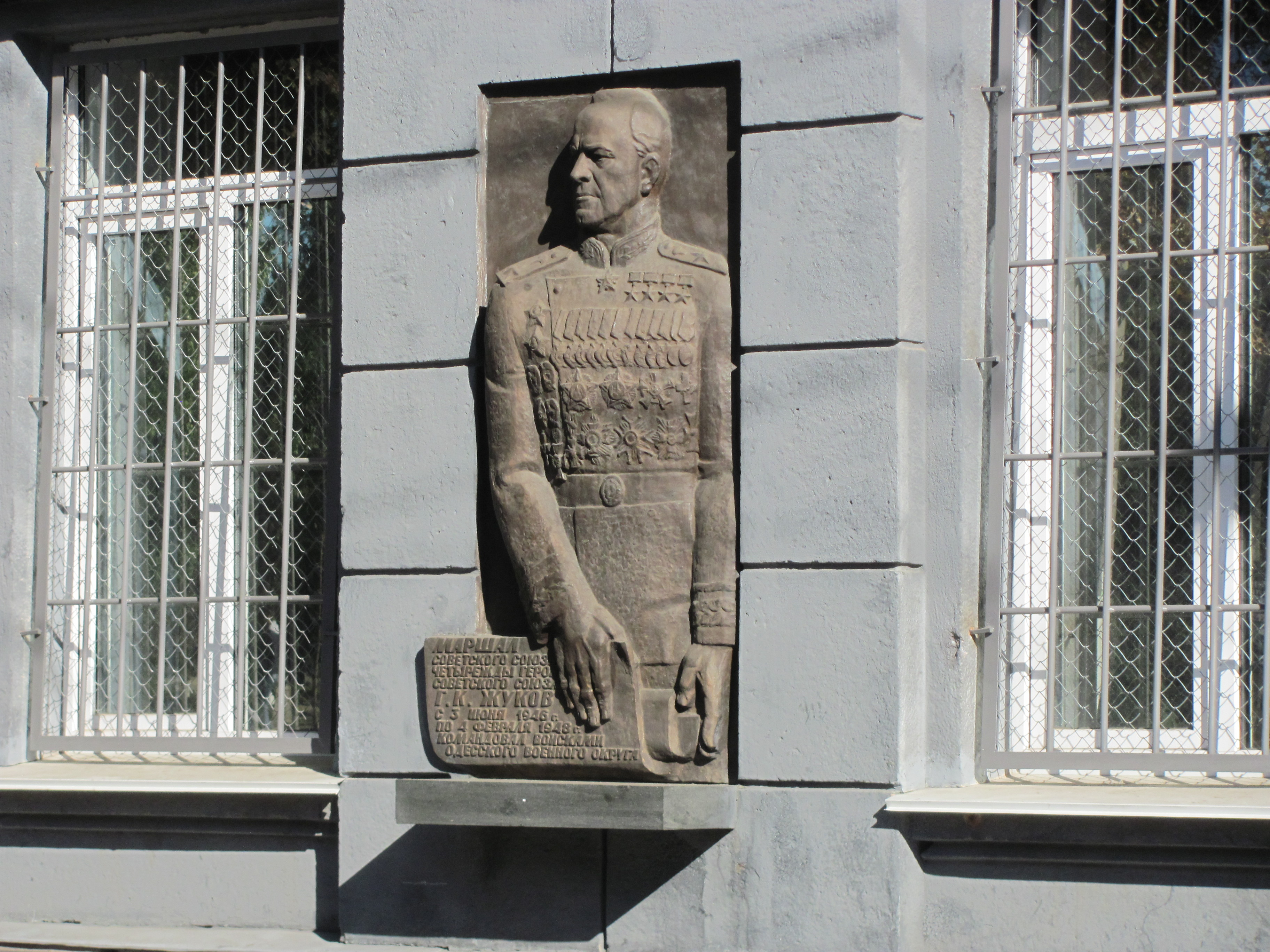
Меморіальна дошка-барельєф Г. К. Жукову, 6 д.

буд. 1 — письменники В. І. Гайденко (1959—1982), Ю. І. Усиченко (1959—1984), Я. П. Сікорський (1954—1972), поет-сатирик В. І. Іванович (1959—1980), поет Ст. А. Бершадський (1958—1979)
буд. 3 — Валентин Катаєв, Олексій Толстой
буд. 6 — Г. К. Жуков — командувач ОдВО (1946—1948)
буд. 7/9 — бували Володимир Висоцький і Марина Владі.

## Пам'ятки
- буд. 2 — Церква Олександра Невського
- буд. 6 — Будинок, у якому працювали Герої Радянського Союзу: Захаров М. В., Галецький К. Н., Казаков М. І., Людников І. І., Радзієвський А. І., Свиридов К. В.